# Vitsentzos Kornaros (Schiff)
Die Vitsentzos Kornaros war eine Fähre der griechischen LANE Lines, die 1976 als Viking Viscount für die britische Reederei Townsend Thoresen in Dienst gestellt wurde. Sie war von 1994 bis Juni 2017 zwischen Piräus und Agios Nikolaos in Fahrt.

## Geschichte
Die Viking Viscount entstand unter der Baunummer 208 in der Aalborg Værft in Aalborg und wurde am 7. November 1975 vom Stapel gelassen. Nach seiner Ablieferung an Townsend Thoresen nahm das Schiff am 18. Mai 1976 den Fährdienst zwischen Felixstowe und Zeebrugge auf.
Im Mai 1986 wechselte die Viking Viscount auf die Strecke von Southampton nach Cherbourg. Nach der Insolvenz und Auflösung von Townsend Thoresen wurde sie von P&O European Ferries übernommen. Im Mai 1989 erhielt das Schiff den Namen Pride of Winchester. Zwischen September und Dezember 1989 wurde es zwischen Dover und Calais eingesetzt.
Nach einem kurzen Einsatz zwischen Portsmouth und Cherbourg im Juli 1994 ging die Pride of Winchester unter dem Namen Vitsentzos Kornaros an die griechische LANE Lines. Fortan war sie zwischen Piräus und Agios Nikolaos auf Kreta im Einsatz. Seit Juni 2007 lief sie zudem Milos, Santorin, Sitia, Kasos, Karpathos, Diafani und Rhodos an.
Am 10. Oktober 2011 kollidierte die Vitsentzos Kornaros im Hafen von Piräus mit der Fähre European Express, wodurch beide Schiffe beschädigt wurden. Im Juni 2017 erlitt sie einen Maschinenschaden und wurde anschließend nach Perama überführt, wo sie anschließend auflag. Am 13. April 2020 traf das Schiff in Aliağa zum Abbruch ein. Erwerber war die Abwrackwerft Ersay Ship Recycling.

## Schwesterschiffe
Die Vitsentzos Kornaros hatte drei Schwesterschiffe, die Viking Venturer, die Viking Valiant und die Viking Voyager.